# Tataoute
Tataoute (franska: Tataoute (CR), Tataoute (Commune Rurale), arabiska: سيدي امزال) är en kommun i Marocko.   Den ligger i provinsen Taroudannt och regionen Souss-Massa, i den centrala delen av landet, 500 km söder om huvudstaden Rabat. Antalet invånare är 5 620.